# Großneundorf
Großneundorf ist ein Ortsteil der Stadt Gräfenthal im Landkreis Saalfeld-Rudolstadt in Thüringen.

## Lage
Großneundorf befindet sich nördlich von Gräfenthal und oberhalb des auf einem Bergsporn liegenden Schlosses Wespenstein bei Gräfenthal zwischen Wiesen und Wäldern des Thüringer Schiefergebirges. Nordwestlich vom Ortsteil liegt der 675 Meter über NN hohe und bewaldete Gösselsberg auf der Gemarkung der Nachbargemeinde. Die Landesstraße 2687 verbindet den Ortsteil mit Gräfenthal und anderen Orten. Die kupierte Hochfläche des Mittelgebirges ist um die Flur bewaldet.
Für die im Ort wohnenden Personen waren und sind Wald- und begrenzt Landwirtschaft sowie Tourismus die Haupterwerbsquellen.
Geprägt wird das Dorf von der evangelisch-lutherischen Kirche, einer Barockkirche mit einer Fincke-Orgel.

## Geschichte
Am 23. April 1394 wurde der Ortsteil erstmals urkundlich erwähnt. Am 9. Oktober 1806, einen Tag vor dem Gefecht bei Saalfeld, kämpften am steilen Gösselsberg preußische Husaren in einem Rückzugsgefecht gegen eine Vorhut französischer Truppen.
Am 9. April 1994 (juristisches Wirkungsdatum) wurde der Ort nach Gräfenthal eingemeindet.